# Cinque pezzi facili per pianoforte a quattro mani
I Cinque pezzi facili per pianoforte a quattro mani sono una serie di cinque brani per pianoforte di Igor' Fëdorovič Stravinskij scritti fra il 1916 e il 1917.

## Storia
Nel 1916 Stravinskij si trovava in Svizzera, a Morges, ed era impegnato negli ultimi ritocchi alla stesura di Renard e alla sua versione in francese; nel contempo scrisse, come aveva già fatto con i Tre pezzi facili, altre piccole composizioni per pianoforte a quattro mani pensate per dilettanti poco esperti, con la parte destra facilitata. I destinatari principali erano i suoi due figli maggiori, Theodore, nato nel 1907 e Ludmilla del 1908, che manifestavano già una buona attitudine per la musica.

I brani furono composti in mesi diversi tra l'aprile 1916 e l'aprile 1917 e non nell'ordine della successiva pubblicazione. La prima esecuzione avvenne a Losanna, alla Sala del Conservatorio, il 22 aprile 1918 e l'esecuzione fu affidata a Nino Rossi e Ernest Ansermet.

L'opera è dedicata a Eugenia Harrazuriz, una nobildonna cilena che Stravinskij conobbe durante il suo viaggio in Spagna con Djaghilev nella primavera del 1916.

## Analisi
Come i Tre pezzi facili scritti nel 1914 e 1915, questi altri cinque brani inizialmente non dovevano essere eseguiti in pubblico, ma destinati solo a uno scopo educativo; il peso dell'esecuzione infatti è tutto affidato alla seconda parte di accompagnamento, mentre la parte cantabile, la prima, essendo molto più facile, poteva essere eseguita da principianti. Il primo brano, Andante, fu in realtà quello composto per ultimo; la parte destra consta in una tenera  melodia che ricorda le atmosfere musicali di Ravel. Il secondo, Espaňola, è un ricordo del viaggio fatto in Spagna l'anno precedente. Nel terzo pezzo, Balalaika, Stravinskij fa un omaggio affettuoso  alla sua terra e al suo strumento più celebre; la melodia è originale dell'autore anche se, come egli stesso dice, può riflettere una memoria "folclorica" inconscia che riporta a motivi popolari russi. L'omaggio a Napoli e alla sua musica lo ritroviamo nel quarto brano, Napolitana, una divertente tarantella. L'ultimo pezzo, Galop, è l'unico della serie che riprende la vena sarcastica del compositore proponendo una versione caricaturale del ballo tanto in voga nella Parigi ottocentesca.

## Ulteriori versioni
Stravinskij rielaborò e arrangiò per orchestra i primi quattro brani e li pubblicò come Suite n. 1. Il Galop entrò a far parte di una seconda suite che comprendeva i Tre pezzi facili composti precedentemente. La Suite n. 1 fu pubblicata nel 1921 mentre la seconda lo fu nel 1925.